# Nazionale maschile di pallacanestro dell'Eritrea
La nazionale di pallacanestro dell'Eritrea è la rappresentativa cestistica dell'Eritrea ed è posta sotto l'egida della Federazione cestistica dell'Eritrea.

## Giocatori rilevanti
- Massimo Fenili, di origine italiana, che scese in campo 45 volte con la selezione eritrea negli anni cinquanta e sessanta. Praticò anche calcio, pallavolo, tennistavolo e boccette.